# Journal of Plant Research
Journal of Plant Research) (abreviado J. Pl. Res.) es una revista con ilustraciones y descripciones botánicas que es editada en Tokio desde 1995 hasta ahora, con el nombre de Journal of Plant Research. Botanical Society of Japan. Fue precedida por Botanical Magazine (Tokyo).